# LBCoin
LBCoin es una moneda digital de banco central (CBDC) emitida por el Banco Central de Lituania el 23 de julio de 2020. LBCoin está dedicada al Acta de Independencia de Lituania de 1918 y a sus 20 signatarios, y es la primera moneda digital coleccionable del mundo respaldada por el Estado.

## Visión general
El Banco de Lituania ha estado desarrollando el proyecto desde marzo de 2018. El proyecto fue presentado el día 9 de julio de 2020 y con fecha de 23 de julio de 2020 se emitió la LBCoin.
El intercambio de tokens por monedas conmemorativas fue posible hasta el 23 de enero de 2023. En el 23 de enero de 2023 dejó de estar disponible para la compra. Después de que la tienda electrónica dejara de estar disponible, se destruyeron todos los tokens digitales no vendidos almacenados en ella.
La LBCoin basada en blockchain consta de seis tokens digitales y una moneda física de colección. El Banco de Lituania ha emitido 4.000 LBCoins, es decir, 24.000 tokens digitales y 4.000 monedas de colección de plata.
Cada token representa a uno de los 20 signatarios del Acta de Independencia y pertenece a una de las seis categorías de signatarios (sacerdotes, presidentes, diplomáticos, industriales, académicos y funcionarios municipales) con 4.000 tokens asignados a cada uno de ellos.
Al adquirir LBCoin, los coleccionistas reciben seis tokens digitales seleccionados al azar. Estos tokens se pueden utilizar para obtener una moneda física de colección, guardar en la tienda electrónica LBCoin del Banco de Lituania, compartir como regalos, intercambiar con otros coleccionistas o transferir a la red pública de blockchain NEM a través de una cartera NEM.
Se desarrolló como parte de la dirección estratégica del Banco de Lituania en el campo de la innovación y la fintech, con el objetivo de ayudar a las empresas lituanas y extranjeras a adquirir conocimientos y realizar investigaciones orientadas a blockchain, adaptando y probando servicios basados en blockchain en el sector financiero.

## Moneda física de colección
Las monedas físicas de colección de plata, diseñadas por Giedrius Paulauskis y fabricadas por la Casa de la Moneda de Lituania, se asemejan a una tarjeta de crédito en la que se representa el Acta de Independencia y sus signatarios. La bandera tricolor lituana que figura en el reverso de la moneda muestra el himno nacional inscrito en un código binario. En el anverso de la moneda figura el Vytis, el escudo de la República de Lituania, incorporado en un código QR vinculado a la tienda electrónica LBCOIN. La moneda pesa 36,36 g. Lleva un valor nominal no convencional de 19,18 euros para conmemorar la fecha. Sólo se pueden obtener después de comprar los tokens digitales que se venden en paquetes de seis por 99 euros.
Durante los dos primeros años, era necesario reunir un conjunto de 6 tokens de diferentes categorías de tokens para poder intercambiarlos por una moneda física, pero más tarde fue posible intercambiar seis tokens cualesquiera.

## LBCoin digital
Los tokens LBCoin se emitieron inicialmente en una blockchain privada donde se debían quemar en un plazo de 36 meses tras la fecha de emisión. Los participantes tenían la opción de transferir estos tokens a la blockchain pública NEM donde existirían sin limitaciones temporales.